# Сан-Франсиску-ди-Асис (Риу-Гранди-ду-Сул)
Сан-Франсиску-ди-Асис (порт. São Francisco de Assis) — муниципалитет в Бразилии, входит в штат Риу-Гранди-ду-Сул. Составная часть мезорегиона Юго-запад штата Риу-Гранди-ду-Сул. Входит в экономико-статистический микрорегион Кампанья-Осидентал. Население составляет 20 573 человека на 2006 год. Занимает площадь 2 508,454 км². Плотность населения — 8,2 чел./км².
Праздник города — 4 января.

## История
Город основан 4 января 1884 года.

## Статистика
- Валовой внутренний продукт на 2003 составляет 133.782.701,00 реалов (данные: Бразильский институт географии и статистики).
- Валовой внутренний продукт на душу населения на 2003 составляет 6.468,56 реалов (данные: Бразильский институт географии и статистики).
- Индекс развития человеческого потенциала на 2000 составляет 0,774 (данные: Программа развития ООН).

## География
Климат местности: субтропический.